# Gideon Sundbäck

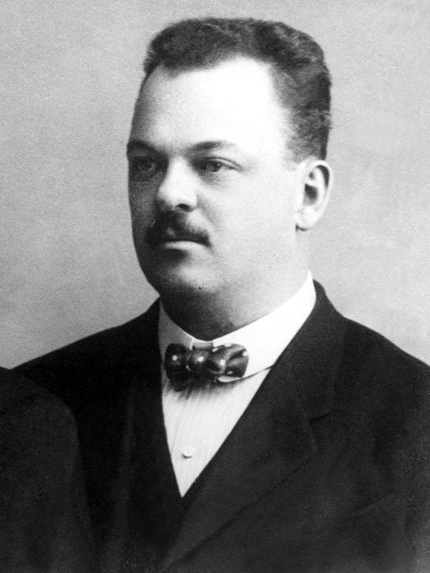
Gideon Sundbäck

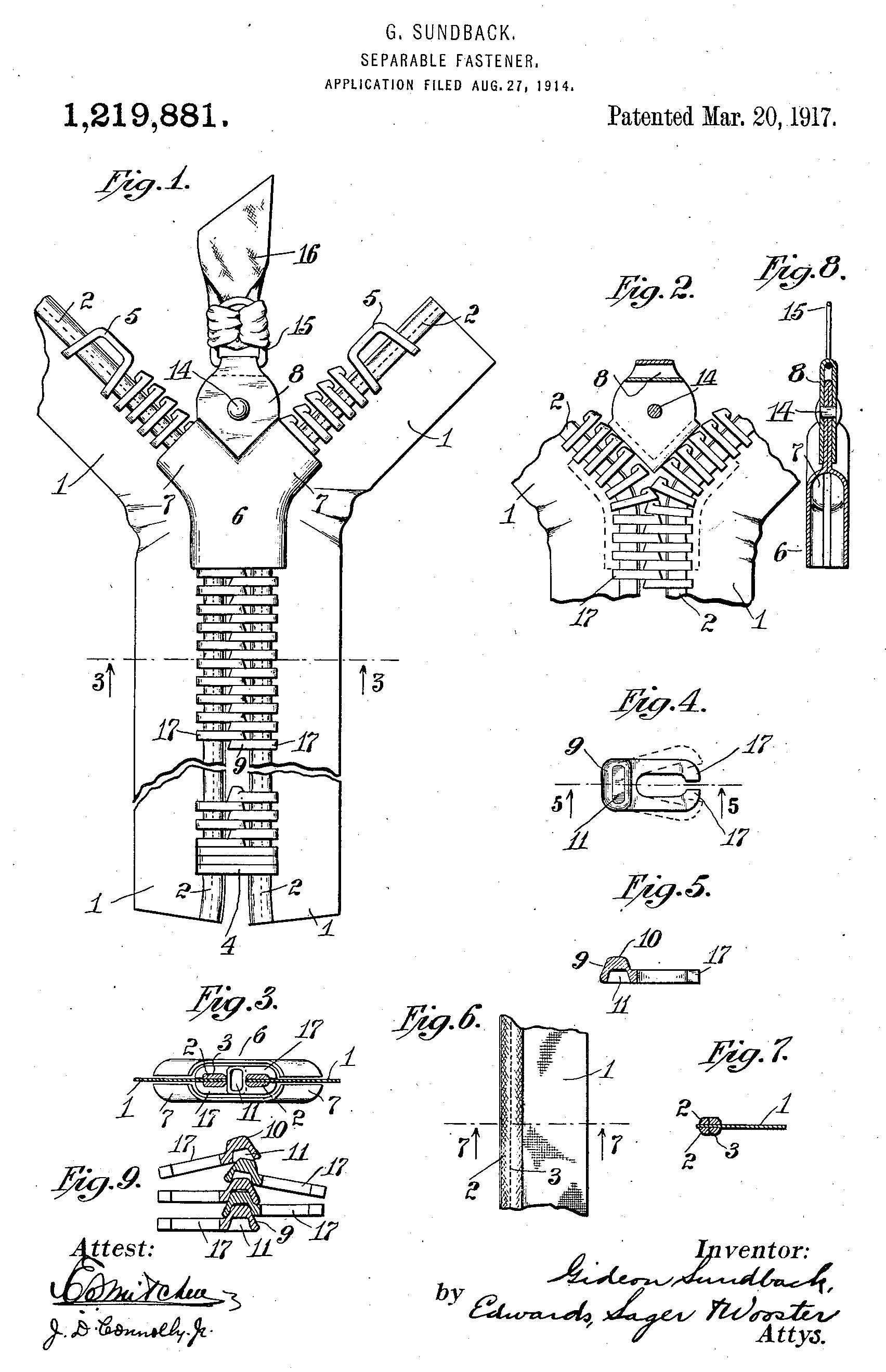
Zeichnung aus seinem Patentantrag in den USA von 1914

Otto Fredrik Gideon Sundbäck (nach seiner Übersiedelung in die USA Sundback; * 24. April 1880 in Ödestugu, Schweden; † 21. Juni 1954 in Meadville, Pennsylvania) war ein schwedisch-amerikanischer Maschinenbauingenieur und Erfinder, dessen bekannteste Entwicklung der moderne Reißverschluss ist.

## Leben
Gideon Sundbäck studierte Maschinenbau am Rheinischen Technikum in Bingen, der heutigen Technischen Hochschule Bingen. Dort legte er 1903 sein Ingenieurexamen ab. Zwei Jahre später wanderte er in die USA aus. Dort begegnete er seinem Landsmann Peter Aronson, dessen Tochter Elvira er später heiratete. Aronson war Geschäftsführer der Automatic Hook and Eye Company, die erste, noch unvollkommene Reißverschlüsse herstellte.
Zu diesem neuen Verschlusssystem hatten bereits andere Erfinder wichtige Vorarbeiten geleistet, darunter Elias Howe, Max Wolff und insbesondere Whitcomb Judson. Letzterer hatte 1892 den ersten praktikablen Reißverschluss für Stiefel entwickelt und zu dessen Vermarktung 1905 mit seinem Partner Lewis Walker die Automatic Hook and Eye Company gegründet. Nach dem Ausscheiden Judsons aus der Firma engagierte Walker Aronson und Sundbäck, der das Produkt entscheidend weiterentwickelte.
Sundbäck entwickelte diesen Reißverschluss so weiter, dass er nicht nur für Lederwaren, sondern auch für Textil-Kleidung und andere Anwendungsbereiche geeignet und praktikabel war. Seine Weiterentwicklung ließ er erstmals im Jahr 1909 in Deutschland als „Verschluss für Kleidungsstücke jeder Art und für Gebrauchsgegenstände“ patentieren. 1914 folgte dann die erneute Patentanmeldung in den USA.
Zuerst wurde der Reißverschluss ausschließlich für Stiefel und Tabakbeutel verwendet, doch nach einigen weiteren Verbesserungen, zum Teil durch Sundbäck selbst, wurde er erstmals in größerem Stil 1917 für die Fertigung wetterfester Kleidung für die US Navy eingesetzt. 1923 erwarb der Schweizer Großindustrielle Martin Othmar Winterhalter sein Patent für Europa, entwickelte es weiter und gründete damit später die Firma Riri. In den Folgejahren gewann der Reißverschluss ab etwa 1930 auch in der allgemeinen Textilindustrie zunehmend an Bedeutung.